# Greg Louganis
Gregory Efthimios Louganis (* 29. ledna 1960, El Cajon, Kalifornie) je bývalý americký závodník ve skocích do vody, čtyřnásobný olympijský vítěz.
Jeho biologičtí rodiče nebyli plnoletí a krátce po narození ho předali k adopci. V dětství trpěl dyslexií a astmatem. Začal se věnovat skokům do vody, trénoval ho olympijský vítěz Sammy Lee. Na olympiádě 1976 obsadil druhé místo ve skocích z věže a šesté místo ve skocích z prkna. Na moskevskou olympiádu nejel kvůli americkému bojkotu her (neúspěšně se kvůli olympiádě pokusil získat řecké občanství, protože jeho adoptivní rodiče pocházejí z Řecka). Na domácích hrách v Los Angeles vyhrál obě skokanské soutěže a byl oceněn James E. Sullivan Award pro nejlepšího amerického amatérského sportovce roku 1984. Jako jediný skokan v historii dokázal obě prvenství obhájit i na další olympiádě v Soulu, navzdory tomu, že v kvalifikaci soutěže ve skocích z třímetrového prkna narazil hlavou do odrazové konstrukce a utrpěl otřes mozku.
Kromě toho je pětinásobným mistrem světa (na MS 1982 v Guayaquilu se stal prvním skokanem historie, který obdržel od všech rozhodčích plný počet bodů). Má také šest zlatých medailí z Panamerických her a jako student Kalifornské univerzity vyhrál skoky z prkna i věže na Letní univerziádě 1983 v Edmontonu (závod byl poznamenán smrtelnou nehodou sovětského skokana Sergeje Šalibišviliho). Získal 47 titulů mistra USA, což je rekord mezi všemi americkými plavci.
V roce 1995 vydal Louganis autobiografickou knihu Breaking the Surface, v níž popsal své těžké dětství a oznámil svoji homosexuální orientaci i skutečnost, že je od roku 1988 HIV pozitivní (v době soulské olympiády o své diagnóze věděl, svým krvácejícím zraněním nemohl infikovat ostatní závodníky). Kniha byla o rok později zfilmována, hlavní roli hrál Mario Lopez.
V roce 2013 uzavřel sňatek se svým partnerem Johnny Chaillotem. Jeho koníčkem je chov psů, účastní se soutěží v agility a vydal knihu Pro život vašeho psa.